# 沙托-维尔维埃耶
沙托-维尔维埃耶（法語：Château-Ville-Vieille，法語發音：[ʃato vil vjɛj]）是法国上阿尔卑斯省的一个市镇，属于布里扬松区。该市镇由沙托凯拉斯（Château-Queyras，或译“凯拉斯堡”）与维尔维埃耶（Ville-Vieille，意为“旧城”）两村庄组成。

## 地理
沙托-维尔维埃耶（44°45'24"N, 6°47'28"E）面积66.9 平方千米，位于法国普罗旺斯-阿尔卑斯-蓝色海岸大区上阿尔卑斯省，该省份为法国东南部内陆省份，北起萨瓦省，西北接伊泽尔省，西南接德龙省，南至上普罗旺斯阿尔卑斯省，东北部与意大利接壤。
与沙托-维尔维埃耶接壤的市镇（或旧市镇、城区）包括：艾吉耶、阿尔维约、塞亚克、塞尔维耶尔、吉耶斯特尔、凯拉地区莫利讷。

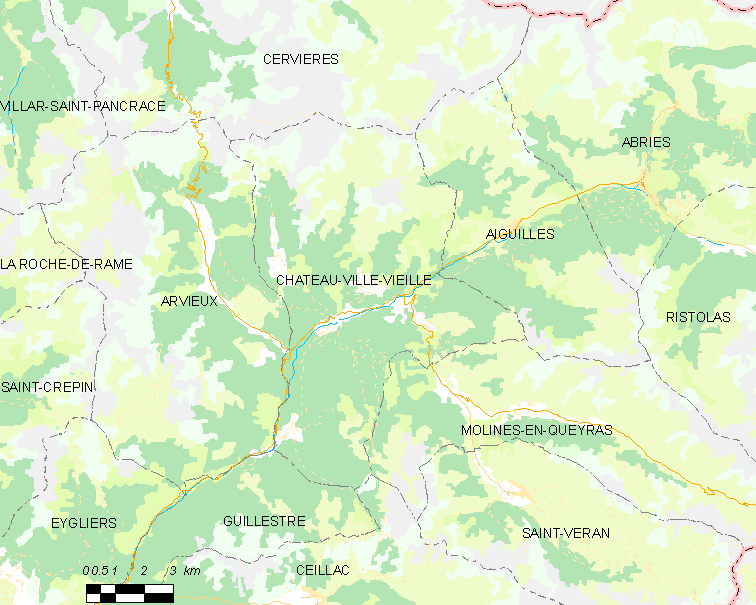
沙托-维尔维埃耶的OSM定位图

沙托-维尔维埃耶的时区为UTC+01:00、UTC+02:00（夏令时）。

## 行政
沙托-维尔维埃耶的邮政编码为05350，INSEE市镇编码为05038。

## 政治
沙托-维尔维埃耶所属的省级选区为吉耶斯特尔县。

## 人口

1962-2008年间沙托-维尔维埃耶人口变化图示

沙托-维尔维埃耶于2022年1月1日时的人口数量为300人。